# Pałac w Mordach
Pałac w Mordach – zabytkowy pałac w Mordach w powiecie siedleckim. 
Klasycystyczny pałac wybudowany w pierwszej połowie XVII w. i rozbudowany w XIX w.  otoczony parkiem.

## Opis
Budynek jest dwukondygnacyjny, z trzykondygnacyjnymi skrzydłami. Od frontu widoczny jest ryzalit zwieńczony frontonem, w którym znajduje się kartusz z herbem rodziny Zembrzuskich Doliwą. Przed ryzalitem portyk z czterema kolumnami wspierającymi balkon z żeliwną balustradą. Uwagę zwracają kute balkony o misternych dekoracjach (za najciekawszy wypada uznać ten na południowej elewacji pałacu – jego formy nawiązują do neogotyku). Na teren dziedzińca pałacowego prowadzi barokowa brama wjazdowa w formie wieży z arkadowym przejazdem. Wokół pałacu rozciąga się park z XVIII w. o powierzchni 6 hektarów, ze stawem. W różnorodnym drzewostanie przeważają lipy, jesiony, klony, wiązy i graby. Są też gatunki rzadziej spotykane w założeniach parkowych, jak kasztanowiec żółty, choina kanadyjska, tulipanowiec amerykański.

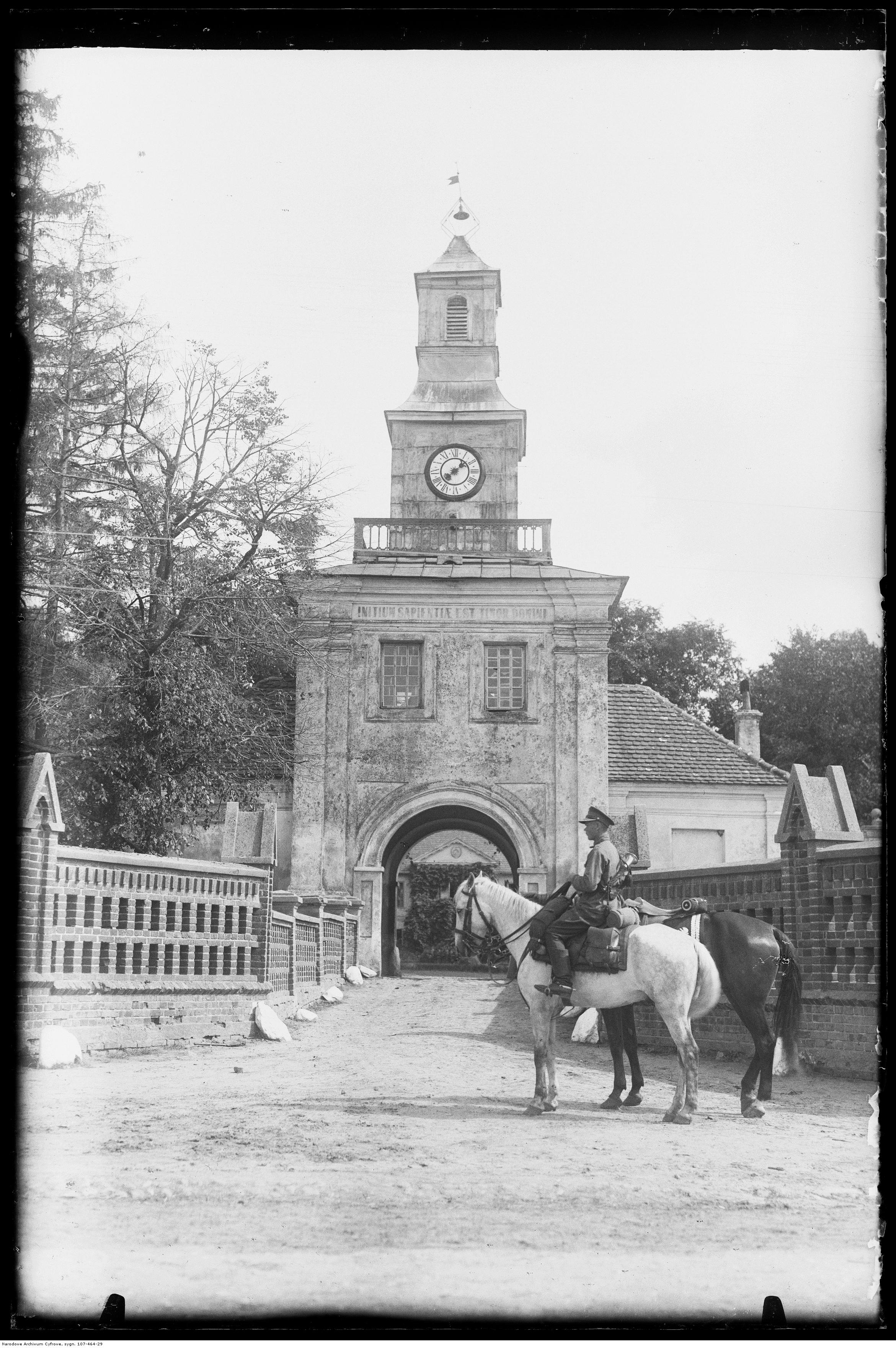
Kawalerzysta przed bramą pałacu, 1932
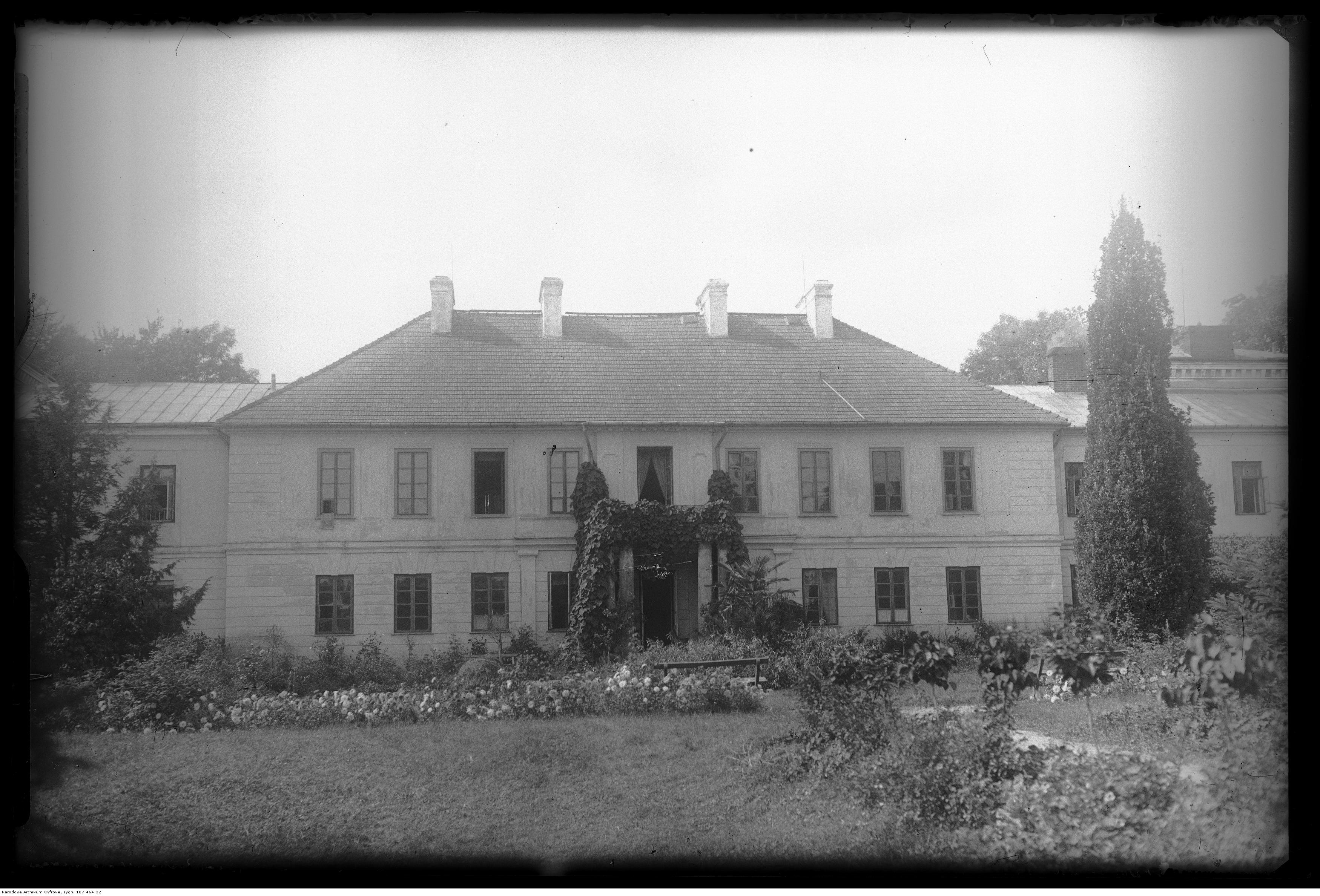
Pałac w 1932
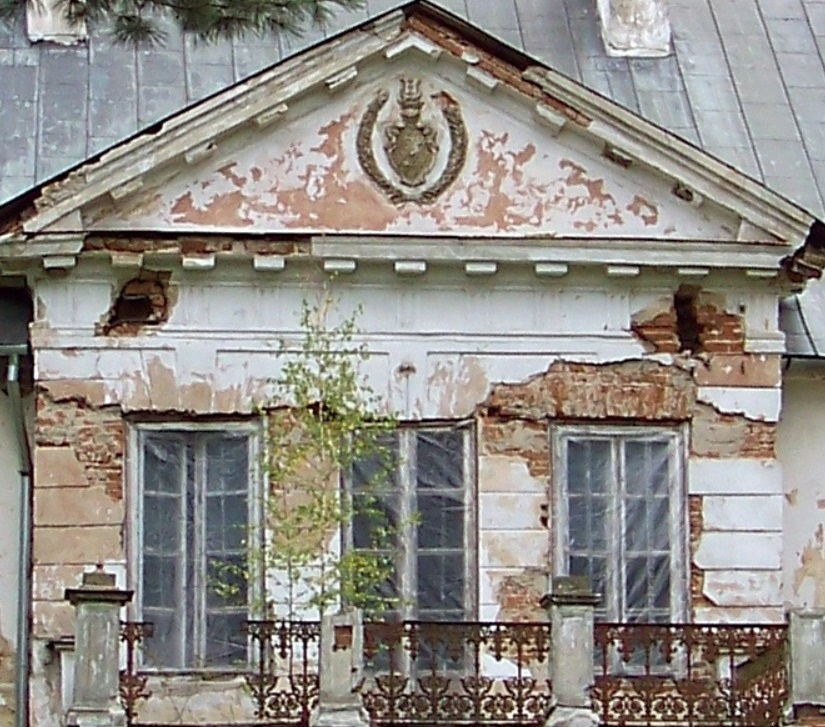
Ryzalit z herbem Doliwa
Herb Doliwa Zembrzuskich

## Historia pałacu i dóbr w Mordach

### W XVIII–XIX wieku
Obecny pałac prawdopodobnie stoi na miejscu dawnego dworu obronnego z początku XVII wieku. W 1717 roku na zrębach fortyfikacji został wybudowany nowoczesny, murowany, barokowy pałac, ufundowany przez rodzinę Ciecierskich (właścicieli Mordów od 1571). Podobny charakter uzyskała brama wjazdowa, która mogła powstać około 1750 roku. Pałac przechodził wiele remontów i przebudów. Pierwsza z nich miała miejsce jeszcze w XVIII wieku i nadała pałacowi charakter klasycystyczny.
Rodzina Zembrzuskich – właścicieli pałacu od 1838 roku – dokonała rozbudowy pałacu i dalszych przekształceń. Z tego czasu pozostały: portyk, fronton, fasada oraz dekoracje elewacji. Wtedy też powstały dwa boczne skrzydła, które dodatkowo podwyższono w 2. połowie XIX wieku. Dobudówki mają charakter neorenesansowy. Szczególnie zdobna była elewacja pałacu od strony bramy, bardziej skromna ta od strony ogrodu. Wszelkie przebudowy ominęły barokową bramę przejazdową.

### W XX wieku

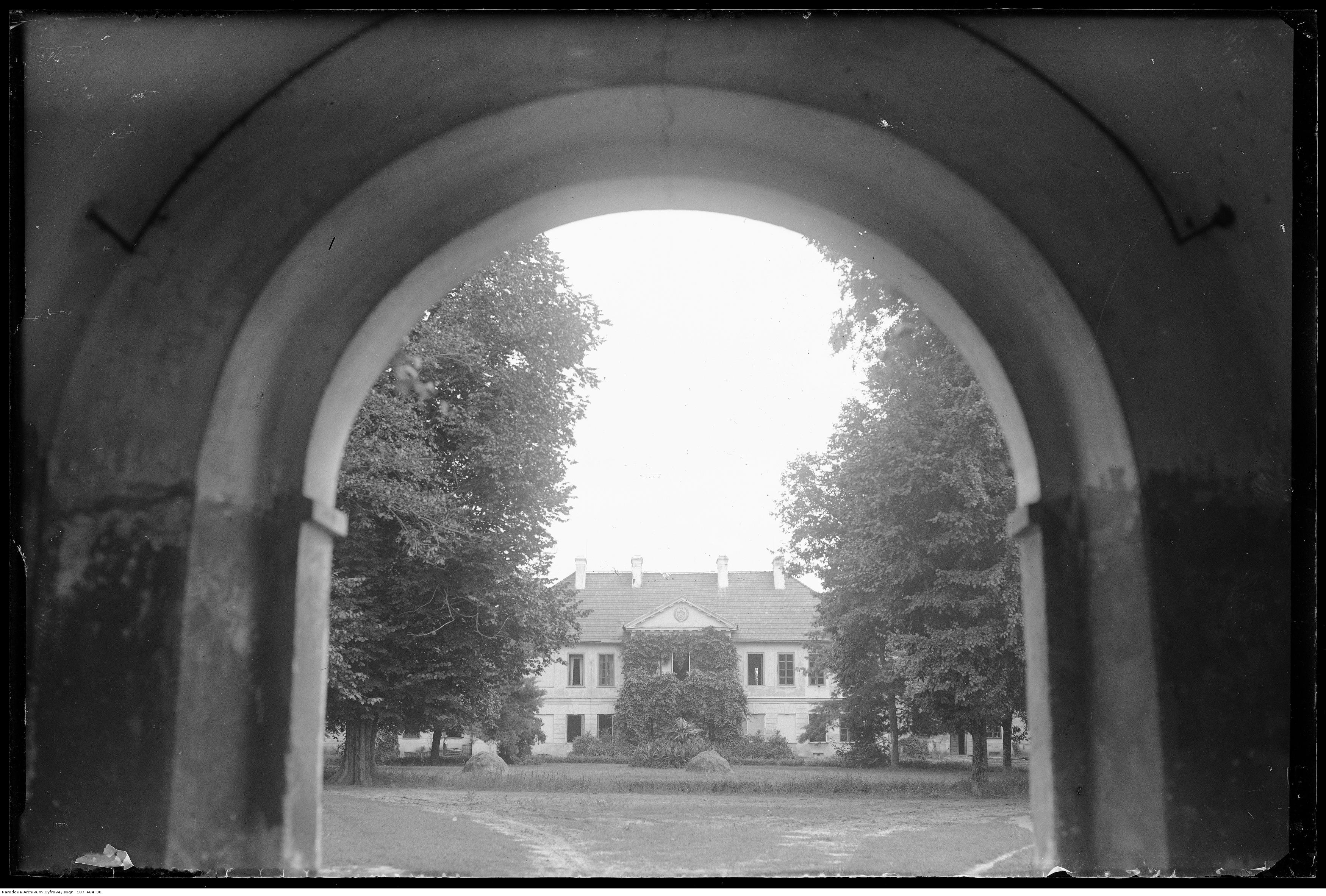
Pałac w 1932 r.

W roku 1912 majątek Mordy wraz z zespołem pałacowo-parkowym przeszedł w ręce Konstantego Przewłockiego, którzy kupił go od Jana II Zembrzuskiego dla swojego syna, Henryka Przewłockiego, wykształconego w Wyższej Szkole Rolniczej w Lipsku ziemianina i filantropa, późniejszego wieloletniego prezesa Związku Ziemian w powiecie siedleckim. W okresie międzywojennym pałac w Mordach pozostawał w rękach rodziny Przewłockich, do których należała także pobliska gorzelnia. Wśród wielu odwiedzających go gości i rezydentów byli m.in. spokrewnieni z właścicielami malarz Józef Czapski, pisarka Maria Czapska i arcybiskup Edward von der Ropp czy zaprzyjaźniony z rodziną ks. Władysław Korniłowicz; urodził się tam i spędził dzieciństwo późniejszy działacz opozycji w PRL Janusz Przewłocki. W 1930 roku w pałacu zmarł Jerzy Hutten-Czapski, ojciec Józefa Czapskiego i Marii Czapskiej. W budynku znajdowała się kaplica, ustanowiona dzięki poparciu biskupów Łozińskiego i Przeździeckiego.
Po wojnie pałac i przylegający do niego ogród został upaństwowiony (Henryk Przewłocki został zesłany do łagru w Borowiczach w ZSRR, gdzie zmarł). Po 1946 roku w pałacu mieściło się żłobek i przedszkole. Założenie pałacowe było remontowane w latach 1963–1964 i następnie umieszczono w nim Zespół Szkół Rolniczych i Zarządzania Terenami Zielonymi z internatem. Od 1978 r. pałac należał do Wyższej Szkoły Rolniczo-Pedagogicznej w Siedlcach, przemianowanej na Akademię Podlaską. Pałac remontowano ponownie pod koniec lat 80., ale go nie dokończono. Potem jednak obiekt zaniedbano i popadł w ruinę. Rodzina Przewłockich zgłosiła swoje roszczenia do posiadłości już w 1990 r., długo jednak bezowocnie walczyła o odzyskanie majątku. W roku 2002 obiekt został sprzedany prywatnej osobie. W styczniu 2005 r. sąd unieważnił umowę sprzedaży i pałac ponownie wrócił do Akademii Podlaskiej w Siedlcach. Przewłoccy ostatecznie odzyskali zespół pałacowo-parkowy w 2018.

### Współcześnie

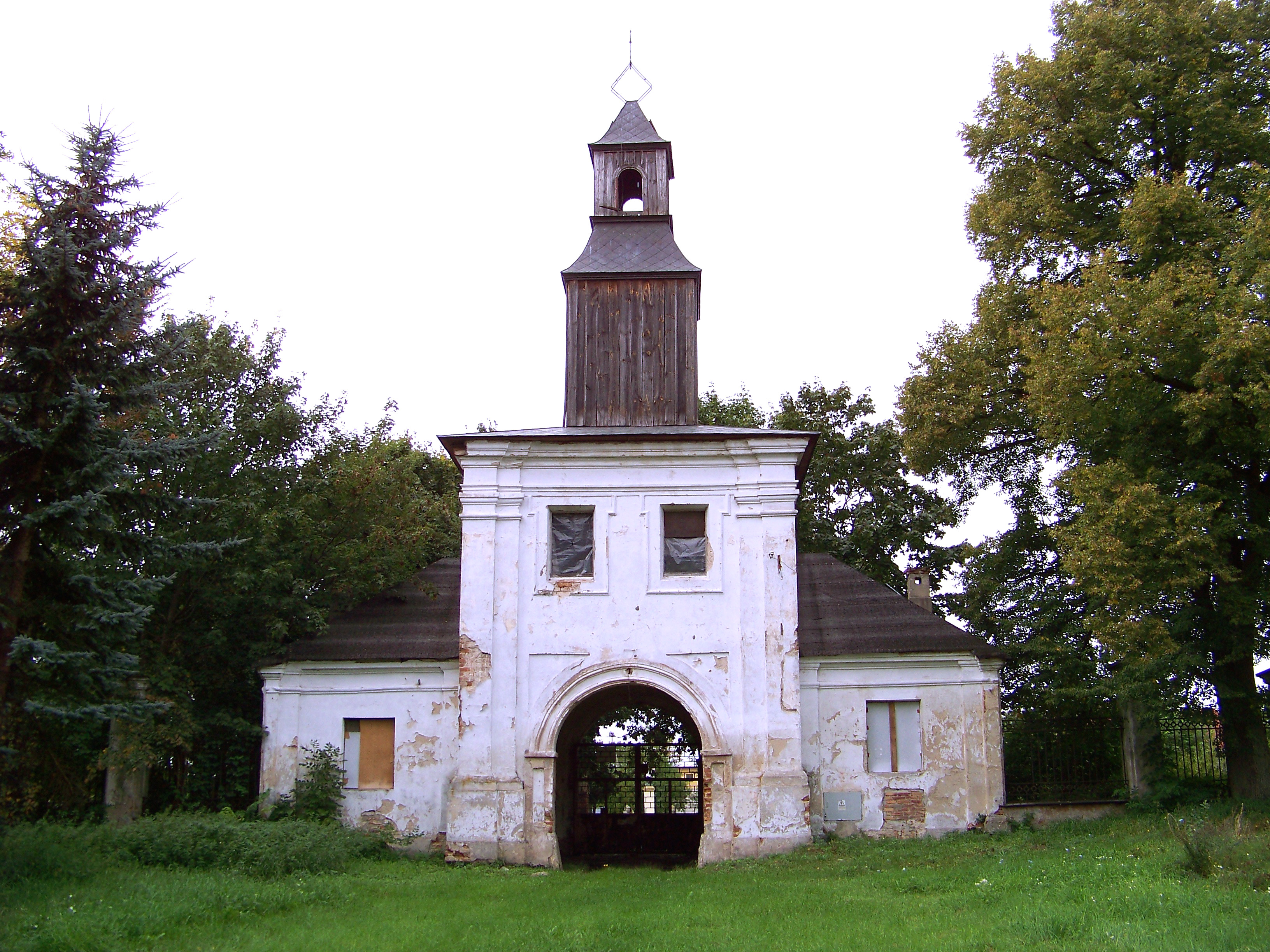
Brama w 2012 r.

Obecnie pałac otoczony zabytkowym parkiem, wskutek długoletnich zaniedbań poprzedniego właściciela, jest w bardzo złym stanie i nie jest dostępny dla turystów. Przewłoccy deklarują, że po renowacji pałac będzie otwarty dla mieszkańców i turystów. Rewitalizacja obiektu pochłonie przynajmniej 20 mln zł.
W 2022 planowane jest uruchomienie w pałacu nowej instytucji – Domu Wschodniego.